# Fernando Flors Goterris
Fernando Flors Goterris   (Castelló de la Plana, 1909 - Castelló de la Plana, 15 d'agost de 1984) fou un polític valencià.

## Biografia
Va estudiar batxillerat en l'Institut de Castelló i Magisteri i Peritatge a València. Fou secretari del Sindicat de Banca de la UGT de 1936 al 1939 i del Consell Superior Bancari, i secretari de Finances de les Joventuts Socialistes d'Espanya en 1936.
En acabar la guerra civil espanyola va ser condemnat a 20 anys, però només en va estar tres a la presó. Quan va sortir va treballar d'agent d'assegurances i treballà en la clandestinitat per reorganitzar el PSOE de Castelló, del que n'era secretari provincial el 1976. A les eleccions generals espanyoles de 1977 fou escollit senador del PSOE per la província de Castelló.
La seua esposa va ser Isabel Martínez Blaya, i va tindre tres fills: Fernando, Maribel i Alicia.